# Rescue You
Rescue You är debutalbumet av Joe Lynn Turner, tidigare medlem i Rainbow och Fandango. Albumet producerades av Roy Thomas Baker, känd för sitt arbete med artister som Queen och The Cars.
Skivan innehåller singeln “Endlessly”, som fick omfattande radiouppspelning och nådde plats 19 på Billboard’s Mainstream Rock chart. En musikvideo för låten regisserades av Jim Yukich, vars tidigare arbete inkluderade videor för Iron Maiden, Genesis, Jeff Beck och David Bowie. Videon, som filmades vid Carthay Studios och Electrasound Warehouse i Los Angeles, beskrevs som en “dröm i livet” och blandar konceptuella och performativa inslag.
Albumet debuterade på Billboard 200 den 2 november 1985 och stannade på listan i 12 veckor, med en toppnotering på plats 143. “Rescue You” markerade Turners första soloprojekt efter hans tid med Rainbow.

## Låtlista
Samtliga låtar skrivna av Alan Greenwood och Joe Lynn Turner, om annat inte anges.
1. “Losing You” – 4:25
2. “Young Hearts” – 3:52
3. “Prelude” (Newman, Turner) – 0:56
4. “Endlessly” – 3:40
5. “Rescue You” – 4:31
6. “Feel the Fire” – 3:28
7. “Get Tough” (Delia, Turner) – 4:33
8. “Eyes of Love” (Turner) – 3:49
9. “On the Run” – 3:53
10. “Soul Searcher” (Greenwood, Newman, Turner) – 4:08
11. “The Race Is On” – 3:23

## Personal
- Joe Lynn Turner – sång
- Alan Greenwood – keyboard
- Chuck Burgi – trummor
- Bobby Messano – gitarr, basgitarr, bakgrundssång